# Les Cent Contes drolatiques
Les Cent Contes drolatiques est un recueil de contes publiés par Honoré de Balzac à Paris, chez Charles Gosselin et Edmond Werdet de 1832 à 1837. Ils constituent une réminiscence du Décaméron de Boccace, revendiquée par l'auteur lui-même, avec lequel plusieurs universitaires ont fait le rapprochement.

« Cecy est ung livre de haulte digestion, plein de deduicts de grant goust pour ces goutteulx trez-illustres et beuveurs trez-prétieulx auxquels s’adressoyt nostre digne compatriote, esterne honneur de Tourayne, François Rabelays […] »

— Prologue.

« Colligez ez abbayes de Touraine et mis en lumiere par le sieur de Balzac pour l’esbattement des pantagruelistes et non aultres […] »

Sur les 100 contes initialement prévus, Balzac n'en a écrit que 30, regroupés en trois dixains.

## Le style
Les Cent Contes drolatiques, publiés en 1832, forment un projet insolite d’écriture ludique et d’imitation pour « demourer soy-mesme en pastissant devant le moule d’aultrui » (« demeurer soi-même en cuisinant devant le moule d’autrui ») qui fit un beau scandale à l’époque, autant par sa truculence que par les fantaisies d’une langue imaginée.
En effet, le multilangage de Balzac, d’inspiration rabelaisienne, et qui voulait reproduire dans l’unicité celui d’un Moyen Âge s’échelonnant sur trois siècles et treize règnes, est fait de néologismes, de mots forgés, de termes techniques savants avec leurs nombreux latinismes, mais également dialectaux et burlesques — sans oublier les calembours —, le tout servi par une graphie et des constructions archaïsantes qui donnent aux contes un ton et un style jugés par l’auteur conformes à son projet, à savoir un « livre concentrique » dans une « œuvre concentrique ».
Ce recueil est beaucoup plus balzacien qu'on ne l'a jugé de prime abord. Notamment en ce qui concerne le style, inattendu chez Balzac, déclaré choquant, et sur lequel revient Georges Jacques : « Déjà entre 1830 et 1850 émerge ce que d'aucuns ont appelé la subversion totale du sujet et il s'agira de donner peut-être un jour leur place exacte aux Contes drolatiques. »
L'écart d'inspiration avec Louis Lambert ou Séraphîta — des nouvelles qu'il écrivait en même temps que ces contes — a beaucoup intrigué la critique. Selon Roland Chollet, la veine drolatique « a servi à Balzac d'espace expérimental, et d'antidote au sérieux romantique ». Oliver y voit aussi « un pari esthétique : est-ce possible, au XIXe siècle, de retrouver tout en les renouvelant les sources historiques d'un rire bien français ? ». Pour Stefan Zweig, une telle combinaison d'écrits aussi disparates menés de front ne peut s'expliquer que par son désir de tester son génie, afin de voir jusqu'à quel niveau il pouvait aller : tout comme un architecte, en faisant le plan d'un édifice, calcule les dimensions et les effets de charge, Balzac voulait tester ses forces en établissant les fondations sur lesquelles s'élèverait sa Comédie humaine.

## Personnages

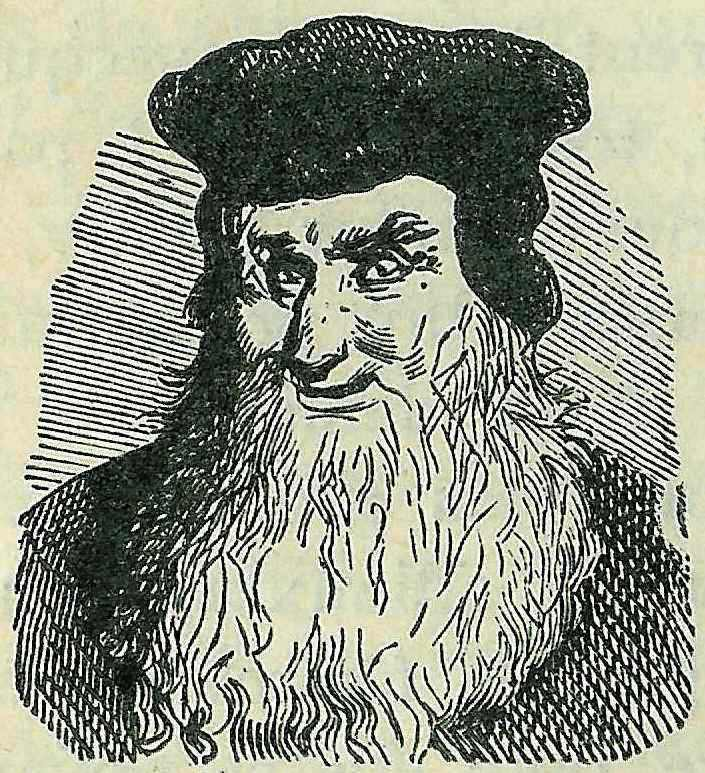
Scipion Sardini, par Gustave Doré pour l'édition de 1855 de Dutacq des Contes drolatiques de Balzac.

Beaucoup de personnages historiques ou célèbres ont inspiré Balzac. Il a notamment consacré un conte entier à Scipion Sardini, comte de Chaumont (1526-1609), banquier d'Henri III de France et de Catherine de Médicis, dont le père était gonfalonier de la seigneurie de Lucques en Toscane.
Ce Français d'origine italienne, qui compta parmi les « partisans » italiens de l'entourage de Catherine de Médicis, a laissé dans Paris une trace architecturale : l'hôtel Scipion Sardini (1565), au no 13 de la rue Scipion, une demeure construite pour sa maîtresse Isabelle de Limeuil. Il devint aussi propriétaire du château de Chaumont-sur-Loire de 1600 à 1667. Dans La Chière nuictée d'amour, Scipion Sardini est une victime de l'amour qu'il porte à l'épouse de l'avocat parisien Pierre des Avenelles, l'affaire se déroulant sur fond des préparatifs de la conjuration d'Amboise (1560).
Le seigneur de Rochecorbon, le comte de Montsoreau et Jeanne de Craon sont également les protagonistes du Péché véniel, et ils se trouvent naturellement dans des situations grotesques avec moult références au pucelage et aux questions de lit.
L'évêque de Coire, secrétaire de l'archevêque de Bordeaux, est pris lui-même dans les filets de la séduction de La Belle Impéria, menacée d'excommunication pour avoir commis le péché de chair.

## Illustrations
Outre Gustave Doré (Garnier frères, 1867) et Albert Robida, de nombreux peintres et caricaturistes ont été inspirés par les Contes drolatiques de Balzac. Albert Dubout en a produit une version délirante.

## Liste des contes
Cette liste est celle de la treizième édition chez Garnier Frères, Paris 1924. Chaque dixain est encadré par un prologue et un épilogue, qui sont aussi de savoureux morceaux de littérature balzacienne. "l'Avertissement du Libraire" (Balzac lui-même) qui figure dans la première édition de 1832 (premier dixain), est reprise dès l'édition de 1855 (la cinquième) par cet éditeur.

### Premier dixain
- La Belle Impéria
- Le Péché véniel
- La Mye du Roy
- L'Héritier du Diable
- Les Ioyeulsetez du roy Loys le unziesme
- La Connestable
- La pucelle de Thilhouze
- Le Frère d'armes
- Le Curé d'Azay-le-rideau
- L'Apostrophe

### Secund dixain
- Les trois Clercs de Saint-Nicholas
- Le Ieusne de Françoys premier
- Les bons Proupos des religieuses de Poissy
- Comment feut basty le chasteau d'Azay
- La faulse Courtizane
- Le Dangier d'estre trop coquebin
- La Chière nuictée d'amour
- Le Prosne du ioyeulx curé de Meudon
- Le Succube
- Desespérance d'amour

### Troisième dixain
- Persévérance d'amour
- D'ung iusticiard qui ne se remembroyt les chouses
- Sur le Moyne Amador, qui feut ung glorieux Abbé de Turpenay
- Berthe la repentie
- Comment la belle Fille de Portillon quinaulda son iuge
- Cy est demonstré que la Fortune est touiours femelle
- D'ung paouvre qui avait nom le Vieulx-par-chemins
- Dires incongrus de trois pèlerins
- Naifveté
- La belle Impéria mariée

### Éditions du texte
- Pierre-Georges Castex, Roland Chollet, René Guise et Nicole Mozet, Honoré de Balzac : œuvres diverses, t. 1, Paris, Gallimard, coll. « Pléiade » (no 364), 1990, 1904 p. (ISBN 2-07-010664-0, présentation en ligne), p. 1-519.
- Andrew Oliver, Les Cent Contes drolatiques colligez ès abbaïes de Touraine et mis en lumière par le sieur de Balzac : premier dixain, Toronto, Éditions de l'originale, 2008, 224 p. (ISBN 978-0-9809307-1-9).

### Études
- Jean-Christophe Abramovici, « Cronos écrivain : jeunesse et vieillesse dans les Contes drolatiques », L'Année balzacienne, juillet 1999, no 20, vol. 1, p. 47-58.
- Marie-Claire Bichard-Thomine, « Le projet des Contes drolatiques d’après leurs prologues », L’Année balzacienne, 1995, no 16, p. 151-164.
- Eric Bordas, « Quand l’écriture d’une préface se dédouble : l’“avertissement” et le “prologue” des Contes drolatiques de Balzac », Neophilologus, juillet 1998, no 82, vol. 3, p. 369-383.
- Véronique Bui, « Ave Eva : la femme, la Genèse et Balzac », Genèses du roman. Balzac et Sand, Amsterdam, Rodopi, 2004, p. 179-193.
- Roland Chollet, « La jouvence de l’archaïsme : libre causerie en Indre-et-Loire », L’Année balzacienne, 1995, no 16, p. 135-150.
- Rolland Chollet, « Le second dixain des contes drolatiques : ébauche d’une chronologie de la composition », L’Année balzacienne, 1966, p. 85-126.
- Étienne Cluzel, « Quelques remarques sur Les Contes drolatiques de Balzac illustrés par Gustave Doré », Bulletin du bibliophile et du bibliothécaire, 1957, no 3, p. 79-90.
- (en) Wayne Conner, « The Influence of Tabourot des Accords on Balzac’s Contes drolatiques », Romanic Review, 1950, no 41, p. 195-205.
- (en) G. M. Fess, « A New Source for Balzac’s Contes Drolatiques », Modern Language Notes, juin 1937, no 52, vol. 6, p. 419-421.
- René Favret, « Balzac, un autre Rabelais : propos sur Les Contes drolatiques (1832, 1833, 1837) », Bulletin de l’Association des amis de Rabelais et de La Devinière, 2000, no 5, vol. 9, p. 555-568.
- Abdellah Hammouti, « La moralité dans les Contes drolatiques de Balzac », L’Année balzacienne, 1995, no 16, p. 165-178.
- (de) Ernst Hartner, Probleme der euphemistischen Ausdrucksweise: Dargestellt anhand ausgewahlter Beispiele aus den « Contes drolatiques » von Honoré de Balzac, Zurich, 1970.
- (de) Wolf-Dieter Lange, « Poetik des Pastiche: Zu Balzacs Contes drolatiques », Honoré de Balzac, Munich, Fink, 1980, p. 411-435.
- Pierre-Robert Leclercq, « L’hommage à Rabelais », Magazine littéraire, février 1999, no 373, p. 58.
- Scott Lee, « Retour à Tours : Les Contes drolatiques ou la lettre des origines », Réflexions sur l’autoréflexivité balzacienne, Toronto, Centre d’études du XIXe siècle Joseph Sablé, 2002, p. 181-188.
- Catherine Nesci, « “Le succube” ou l’itinéraire de Tours en Orient : essai sur les lieux du poétique balzacien », L’Année balzacienne, 1985, no 5, p. 263-295.
- Catherine Nesci, « Balzac et l’incontinence de l’histoire : à propos des Contes drolatiques », French Forum, septembre 1988, no 13, vol. 3, p. 351-364.
- (en) Anne Lake Prescott, « The Stuart Masque and Pantagruel’s Dreams », ELH, automne 1984, no 51, vol. 3, p. 407-430.
- Eberhard Valentin, « Le frère d’armes : examen de l’archaïsme d’un conte drolatique », L’Année balzacienne, 1974, nos 69-90.
- (en) Andrew Watts, « Two Tales of One City: Balzac and the Decline of Tours », French Studies Bulletin, été 2006, no 99, p. 37-40.
- (en) Stefan Zweig, Balzac, New York, Viking, 1946, 404 p.